# Tishman Speyer
Tishman Speyer è una società attiva nel settore immobiliare costituita nel 1978 da due soci fondatori, Robert Tishman e Jerry Speyer.

## Storia
Tishman Speyer è uno dei principali proprietari, sviluppatori, gestori di fondi operanti nel settore immobiliare nel mondo, dopo aver gestito un portafoglio di attività costituito da 7.200.000 m2 nelle principali aree metropolitane attraverso gli Stati Uniti, Europa, America Latina e Asia.
Le principali proprietà di Tishman Speyer includono il Chrysler Building, Rockefeller Center e CitySpire Center di New York. A livello internazionale, Tishman possiede la torre nord di São Paulo. Essi in precedenza di proprietà della Millbank Tower di Londra e sono attualmente il manager di proprietà dell'edificio. Il progetto immobilare di recente realizzazione di Londra è la ricostruzione della Fleetway House, ora conosciuta come Nexus Place. Nel 2007 hanno venduto il Lipstick Building di New York.
Dal 2005 Tishman è stato protagonista delle tre più grandi offerte immobiliari nella storia degli Stati Uniti:
- Compravendita di 666 Fifth Avenue per 1,8 miliardi di dollari il più grande affare per un singolo edificio da vendere nella storia degli Stati Uniti.
- Acquisto del MetLife Building per $1,72 miliardi che era il precedente record.
- Acquisto di Stuyvesant Town e Peter Cooper Village per $5,4 miliardi, che comprende 80 ettari (800.000 m2) di terreno di Manhattan e comprende 110 edifici e 11.232 appartamenti. È il più grande affare immobiliare. Nel gennaio 2010 Speyer ha perso la proprietà su un valore predefinito di prestito, perdendo gli investitori miliardi di dollari.

## Premi
- 2004 Henry C. Turner Prize  per l'innovazione nella tecnica di costruzione del National Building Museum